# Porta Nigra

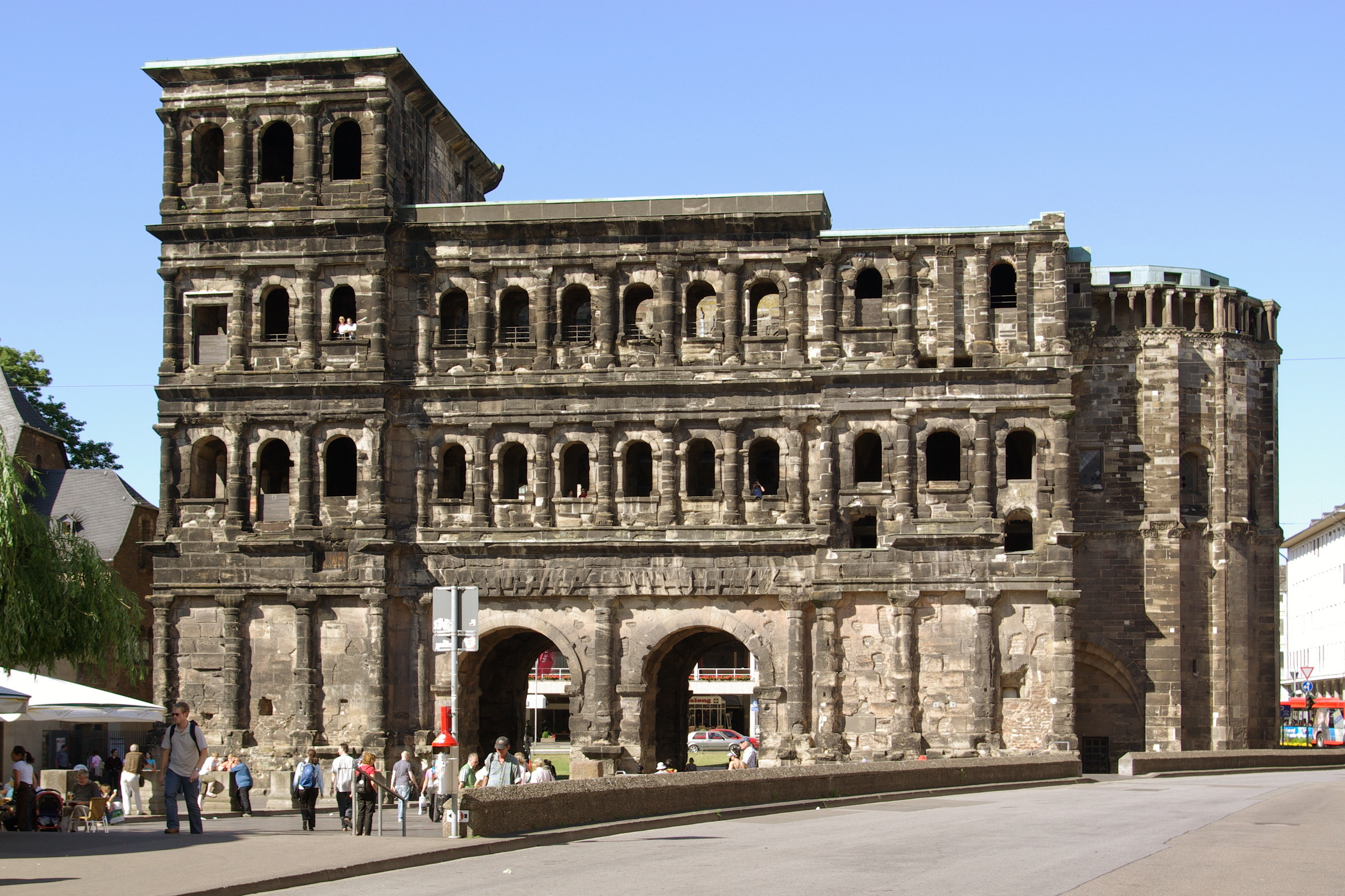
Vista de la porta Nigra

La porta Nigra (del llatí Porta Negra) és una porta consolidada del temps romà. És part del Patrimoni de la Humanitat de la UNESCO.
És el monument emblemàtic de la ciutat de Trèveris, que és una de les més antigues d'Alemanya. Els habitants l'anomenen en general simplement per l'abreviatura Porta.
Aquesta porta monumental fou construïda cap a l'any 180 com a porta d'entrada septentrional de la ciutat d'Augusta Treverorum al país del Trevira, o sigui, Trèveris. El seu nom procedeix del color fosc de la pedra, deguda a la pàtina dels anys: està certificat que es remunta a l'edat mitjana.
El monjo grec Simeó de Trèveris ve a instal·lar-se al monument com a eremita cap a l'any 1028; després de la seva mort el 1035, hi va ser enterrat i fou canonitzat. Es construeix llavors un santuari en el seu honor i s'utilitza la porta Nigra com a església doble; per això s'adequaran dos santuaris superposats; l'absis es pot veure encara avui.
El 1802, Napoleó Bonaparte va destruir l'església i el santuari. El 1804, al seu pas per Trèveris, decideix eliminar també les altres addicions, cosa que permet restaurar l'aspecte de la construcció romana.
La porta Nigra figura en segells de correus alemanys en successives ocasions: la primera vegada el 1940, després el 1947 i, posteriorment, el 1984 (per al segon mil·lenni de la ciutat).
El 1986, la porta Nigra, així com altres monuments romans que subsisteixen a Trèveris i en la regió, s'inscriu en la llista de monuments protegits per la UNESCO, anomenats Monuments romans de Trèveris (porta Nigra, Amfiteatre, basílica de Constantí, Barbarathermen, pont romà de Trèveris, termes imperials i columna d'Igel), catedral de Trèveris i església de Nostra Senyora de Trèveris.
L'any 2017, apareixerà representant Renània-Palatinat a la moneda commemorativa de 2 euros, succeint així a la de l'any anterior que representava el palau Zwinger a Dresden.